# Pierre Molinier
Pierre Molinier (* 13. April 1900 in Agen, Frankreich; † 3. März 1976 in Bordeaux, Frankreich) war ein französischer Maler, Fotograf und Objektkünstler.

## Leben und Werk
Pierre Molinier wurde in Agen geboren und lebte bis zu seinem Tode in Bordeaux. Mit 18 Jahren begann er zu fotografieren. Als seine Schwester 1918 starb, blieb er mit ihr allein, um sie zu fotografieren.
„Sie trug ihr Erstkommunionkleid mit schwarzen Strümpfen. Ich streichelte ein wenig ihre Beine. Ich setzte mich auf sie und kam auf dem Bauch – tot. Sie war sehr schön, auch im Tod. Und dann, einfach so, ist das Beste von mir mit ihr gegangen. (Original: On l'avait habillée en communiante et elle avait des bas noirs. Je lui ai caressé les jambes, un peu. Ça me faisait un effet!... Alors, je m’étais mis sur elle et j’ai joui sur son ventre, morte. Elle était jolie, quand même ; elle était très jolie, même morte. Et alors, comme ça, le meilleur de moi est parti avec elle.)“
Seine Karriere begann er als Landschaftsmaler, dann wurde die fetischistische Erotik Schwerpunkt seiner Arbeit. Molinier begann mit seiner erotischen Kunst um 1950. Mit der Hilfe von zahlreichen speziell angefertigten Requisiten – Puppen, verschiedene Prothesen, Stöckelschuhe, Dildos – und gelegentlich einer Vertrauten, konzentrierte er sich Pin erster Linie auf seinen eigenen Körper als Werkzeug und konstruktive Form für seine umfassende fotografische Arbeit. Die meisten seiner Fotografien und Fotomontagen sind Porträts von sich selbst als Frau.

Er begann André Breton zu schreiben und sandte ihm Fotografien seiner Bilder. Später nahm Breton ihn in die Gruppe der Surrealisten auf. Breton organisierte 1956 eine Ausstellung von Moliniers Arbeiten in Paris.
Nachdem es Molinier in den 1970ern gesundheitlich schlechter gegangen war, starb er im Alter von 75 Jahren, wie sein Vater vor ihm, durch Suizid.
Pierre Moliniers enigmatische Fotografien haben europäische und nordamerikanische Vertreter der Body-Art seit den 1970ern beeinflusst; unter anderem Jürgen Klauke, Cindy Sherman und Ron Athey. Moliniers Werke werden auch heute durch Künstler, Kritiker und Kunstsammler rezipiert.

## Werke

### Bücher
- Cent photographies érotiques. Obliques, Paris 1979.
- Le chaman et ses créatures. William Blake, Bordeaux 1995. (Vorwort: Pierre Molinier; Einführung: bRoland Villeneuve. photomontages, drawings and reproductions of paintings)
- Der Schamane und seine Geschöpfe. Mit einem Text von Roland Villeneuve. Aus dem Franz.: Anja Lazarowicz. München/Paris/London 1995, ISBN 3-88814-775-1.